# Berkshire
Berkshire (/ˈbɑːrkʃər/) ist eine traditionelle und zeremonielle Grafschaft westlich von London im Süden Englands.

## Geschichte
Berkshire wird auch als Royal Berkshire (Königliches Berkshire) bezeichnet, nachdem der Titel in einem offiziellen Akt in den 1930er Jahren an die Grafschaft verliehen worden war. Die Grafschaft ist eine der ältesten in ganz England, ihre Grenzen lassen sich bis in die Zeit von König Alfred von Wessex zurückverfolgen. Nach der Gebietsreform der Grafschaften im Jahr 1974 wurden die Orte Abingdon (der frühere Verwaltungssitz der Grafschaft) und Vale of White Horse der Grafschaft Oxfordshire zugeschlagen. Dafür wurde Slough aus der Grafschaft Buckinghamshire der Grafschaft hinzugefügt. Neuer Verwaltungssitz wurde Reading. 1998 wurden im Rahmen einer weiteren nationalen Gebietsreform der Rat und die Verwaltung der Grafschaft (County Council) abgeschafft; seitdem sind die Distrikte Unitary Authorities, die aber keinen County-Status besitzen. Obwohl Berkshire keine Verwaltung auf County-Ebene mehr hat, ist es immer noch ein Non-Metropolitan County.
Da Berkshire nicht mehr als politische Einheit besteht, werden auf den meisten Karten die Distriktgrenzen den Grenzen der umliegenden Countys gleichgestellt. Auch gibt es keine Schilder mehr, die auf Berkshire verweisen. Damit stellt Berkshire eine Besonderheit in England dar.
Der Name der Grafschaft kommt aus dem Keltischen: Der große Birkenwald war der Bearroc (zugleich keltisch für hügelig). Er wurde König Cenwalh von Wessex verkauft. Zu dieser Zeit bestand die Grafschaft nur aus den nördlichen und westlichen Teilen seiner heutigen Fläche.

## Archäologischer Fund
- Frau im Steinbruch von Berkshire

## Orte
- Ascot
- Bracknell, Bray
- Caversham, Cookham, Crowthorne
- Dorney
- Eastbury, Eddington, Englefield, Eton
- Hungerford, Hurley
- Kintbury
- Lambourn, Littlewick Green
- Maidenhead
- Newbury
- Pangbourne
- Reading
- Sandhurst, Slough, Swallowfield
- Theale, Three Mile Cross, Twyford
- Welford, Windsor, Wokingham, Wraysbury

## Sehenswürdigkeiten
- Basildon Park
- Donnington Castle
- Englefield House, Herrenhaus aus dem 16. Jahrhundert in Englefield
- Eton College
- Reading Abbey
- Reading Museum
- Royal Military Academy Sandhurst
- Shaw House, Herrenhaus aus dem 16. Jahrhundert in Newbury
- Welford Park, Herrenhaus aus dem 17. Jahrhundert in Welford
- Windsor Castle

## Kulinarische Spezialitäten
- Barkham Blue, Blauschimmelkäse aus Berkshire
- Eton Mess
- Spenwood, Schafsmilchkäse aus Spencers Wood
- Waterloo Cheese, Käse aus Riseley
- Wigmore

## Persönlichkeiten, die im Ort gewirkt haben
- Mary Russell Mitford, (1787–1855), Schriftstellerin und Dramatikerin